# سكوت لويس (لاعب كرة قاعدة)
سكوت لويس (بالإنجليزية: Scott Lewis)‏ هو لاعب كرة قاعدة أمريكي، ولد في 5 ديسمبر 1965.

## وصلات خارجية
- سكوت لويس (لاعب كرة قاعدة) على موقعبيزبول رفرنس.كوم (الدوري الرئيسي) (الإنجليزية)
- سكوت لويس (لاعب كرة قاعدة) على موقعبيزبول رفرنس.كوم (الدوري الثانوي) (الإنجليزية)